# Stichodactyla gigantea
Stichodactyla gigantea is een zeeanemonensoort uit de familie Stichodactylidae.
Stichodactyla gigantea is voor het eerst wetenschappelijk beschreven door Forsskål in 1775.